# Juan Besuzzo
Juan Bautista Besuzzo (Montevideo, 18 gennaio 1913 – Montevideo, 1980) è stato un calciatore uruguaiano, di ruolo portiere.

## Carriera

### Club
Figlio d'arte (il padre Bautista Besuzzo fu portiere del Colón e del Wanderers negli anni 1910), Besuzzo entrò nelle giovanili del Colón negli anni 1920. Con il club verde-rosso rimane a lungo, fino a giungere alla squadra riserve: da lì si trasferisce al Wanderers. Dalla società bianco-nera ricevette il suo primo stipendio (2 pesos a partita), e debuttò in massima serie uruguaiana alla fine del 1933; in quegli anni era riserva di Juan Ceriani e Santiago Stipanicic. Nel 1935 diviene stabilmente titolare, e viene giudicato, dai giornalisti sportivi, il miglior portiere del campionato uruguaiano. Nel 1937 vince il Torneo de Honor, e l'anno successivo viene ceduto al River Plate, in Argentina. Inizialmente escluso dalla prima squadra, riesce a guadagnarsi il posto da titolare anche grazie all'esclusione di alcuni giocatori dalla rosa; diviene capitano del club e gioca 40 partite in massima serie argentina. Viene poi acquistato dal Banfield, altra formazione argentina; lì è ancora una volta titolare, e scende in campo in più di 60 occasioni. Nel 1943 rientra in patria, tornando al Wanderers; nel 1944 passa al River Plate di Montevideo, restando nella rosa di tale squadra fino al 1948. Dopo tre stagioni al Sud América viene richiamato dal Wanderers, in seconda serie, per supplire all'assenza di Kapouchián, l'estremo difensore del club, che si era infortunato. Nel 1953 Besuzzo si ritira dal calcio giocato.

### Nazionale
Besuzzo debuttò in Nazionale il 9 agosto 1936; fu poi convocato per il Campeonato Sudamericano de Football 1937. Viene selezionato come titolare per quella competizione, superando la concorrenza di Enrique Ballestrero e Eduardo García. Esordisce pertanto il 2 gennaio 1937 contro il Paraguay, subendo 4 reti. Il 6 gennaio a partire dall'inizio è Ballestrero, ma Besuzzo gli subentra all'inizio del secondo tempo, mantenendo inviolata la propria porta dopo le due reti subìte da Ballestrero nella prima frazione di gioco. L'ultima gara che gioca è quella contro il Cile il 10 gennaio; per le due successive viene scelto Ballestrero. L'ultima presenza di Besuzzo in Nazionale risale al 18 giugno 1938.

## Palmarès
- Torneo de Honor: 1

Montevideo Wanderers: 1937
- Segunda División Uruguaya: 1

Montevideo Wanderers: 1952